# Dicranota elegantula
Dicranota (Amalopina) elegantula là một loài ruồi trong họ Pediciidae. Chúng phân bố ở vùng Indomalaya.